# BlitzTech
BlitzTech — игровой движок, разработанный и поддерживаемый великобританской компанией Blitz Games Studios; используется в собственных разработках компании, предлагается для лицензирования сторонним студиям.

## Технические характеристики
Игровой движок BlitzTech, разработанный первоначально компанией Blitz Games Studios для применения исключительно в своих играх, однако позже перешедший на коммерческую основу, относится к типу подпрограммного обеспечения (англ. middleware) и представляет собой связку нескольких компонентов, таких как графический движок, физический движок, звуковой движок и т. д. Движок является кроссплатформенным и поддерживает персональный компьютер под управлением ОС Windows, а также ряд игровых консолей и мобильные устройства компании Apple.
В последних версиях движка реализовано большое количество пост-эффектов для обработки изображения (включая глубину резкости и bloom), развита система освещения и затенения. Реализована поддержка вывода стереоизображения. Движок оптимизирован для использования многоядерных процессоров.

## Игры, использующие BlitzTech
- 2001 — The Mummy Returns разработки Blitz Games Studios (PlayStation 2)
- 2001 — Fuzion Frenzy разработки Blitz Games Studios (Xbox)
- 2002 — Zapper: One Wicked Cricket! разработки Blitz Games Studios (ПК, Xbox, GameCube, PlayStation 2, Game Boy Advance)
- 2002 — Taz: Wanted разработки Blitz Games Studios (ПК, Xbox, GameCube, PlayStation 2)
- 2003 — Pac-Man World 3 разработки Blitz Games Studios (ПК, Xbox, GameCube, PlayStation 2)
  - 2005 — Pac-Man World 3 разработки Blitz Games Studios (Nintendo DS, PlayStation Portable)
- 2003 — Fairly OddParents: Breakin' Da Rules разработки Blitz Games Studios (Game Boy Advance)
- 2003 — Barbie Horse Adventures: Wild Horse Rescue разработки Blitz Games Studios (PlayStation 2, Xbox)
- 2004 — Bad Boys: Miami Takedown разработки Blitz Games Studios (ПК, Xbox, GameCube, PlayStation 2)
- 2005 — Bratz: Rock Angelz разработки Blitz Games Studios (ПК, GameCube, PlayStation 2)
- 2006 — Reservoir Dogs разработки Volatile Games (ПК, Xbox, PlayStation 2)
- 2006 — Big Bumpin' разработки Blitz Arcade (Xbox, Xbox 360)
- 2006 — Sneak King разработки Blitz Arcade (Xbox, Xbox 360)
- 2006 — SpongeBob Squarepants: Creature from the Krusty Krab разработки Blitz Games Studios (GameCube, PlayStation 2, Wii)
- 2008 — Karaoke Revolution Presents: American Idol Encore разработки Blitz Games Studios (PlayStation 2, PlayStation 3, Wii, Xbox 360)
- 2009 — Droplitz разработки Blitz Arcade (ПК, PlayStation 3, Xbox 360, iPhone)
- 2009 — The House of the Dead: Overkill разработки Headstrong Games (Wii)[1]
- 2009 — Karaoke Revolution разработки Blitz Games Studios (Xbox 360, PlayStation 3, Wii)
- 2010 — The Biggest Loser: Ultimate Workout разработки Blitz Games Studios (Xbox 360)
- 2010 — Invincible Tiger: The Legend of Han Tao разработки Blitz Arcade (Xbox 360, PlayStation 3)
- 2010 — The Biggest Loser: Ultimate Workout разработки Blitz Games Studios (Xbox 360)
- 2010 — Invincible Tiger: The Legend of Han Tao разработки Blitz Arcade (Xbox 360, PlayStation 3)
- 2010 — Dead to Rights: Retribution разработки Volatile Games (Xbox 360, PlayStation 3)